# Louey
Louey is een gemeente in het Franse departement Hautes-Pyrénées (regio Occitanie). De plaats maakt deel uit van het arrondissement Tarbes. Louey telde op 1 januari 2022 1.106 inwoners.

## Geografie
De oppervlakte van Louey bedroeg op 1 januari 2022 6,06 vierkante kilometer; de bevolkingsdichtheid was toen 182,5 inwoners per km².

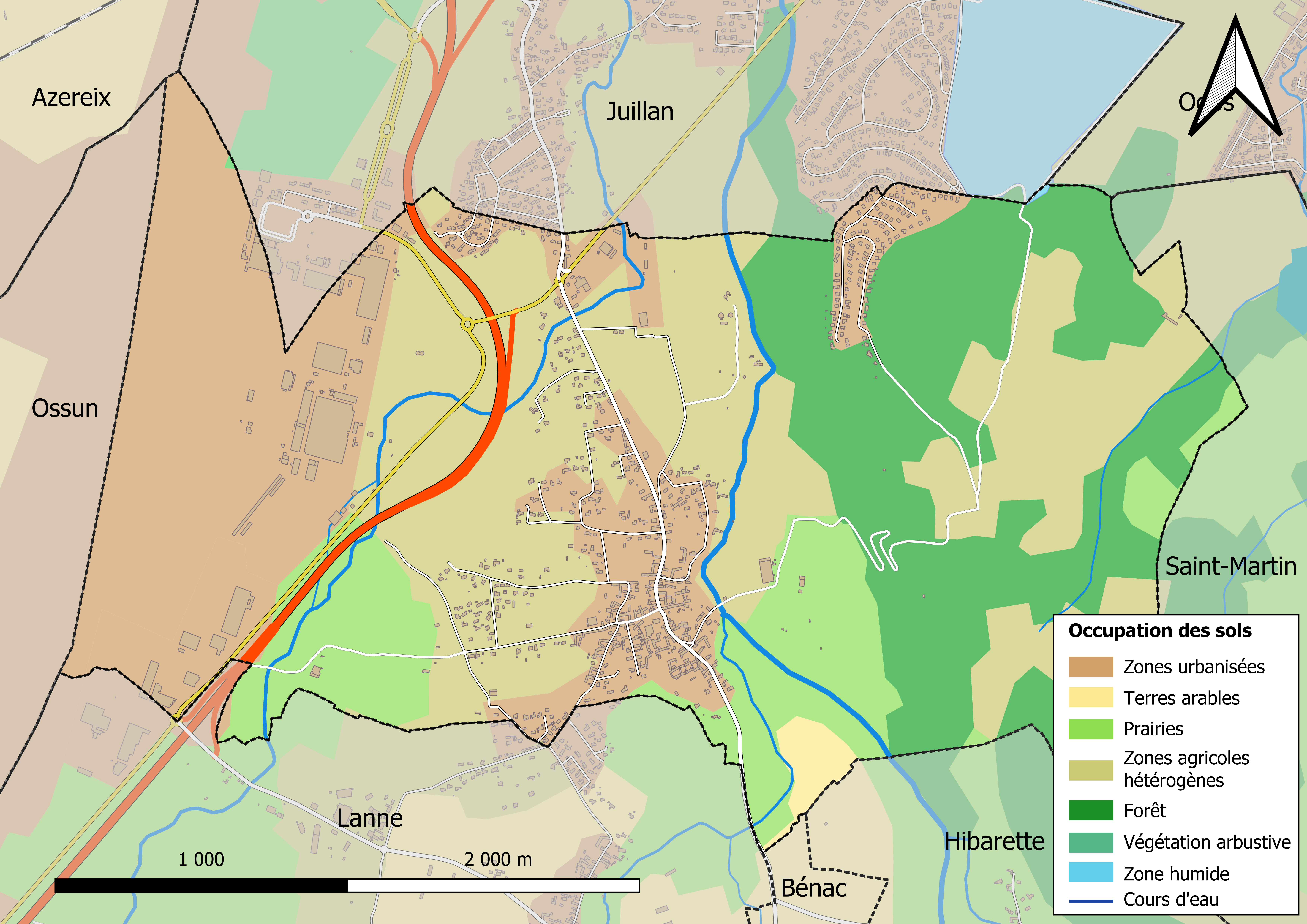
Kaart van de gemeente met belangrijkste infrastructuur, bodemgebruik en omliggende gemeenten

## Demografie
Onderstaande figuur toont het verloop van het inwonertal (bron: INSEE-tellingen).